# ناصر أحمد عبد الله المكعبي
ناصر أحمد عبد الله مشبح المكعبي هو شاعر يمني. ولد عام 1947 في مدينة الحوطه عاصمة محافظة لحج. تلقى تعليمه في مسقط رأسه. عمل مدرساً لمدة 38 سنة. له مساهمات في كتابة الشعر ومواضيع ثقافية أخرى نشرت في الصحف المحلية وعبر الإذاعة. وهو عضو في اتحاد الأدباء والكتاب اليمنيين. كتب القصيدة العاطفية، وغنى له العديد من الفنانين أبرزهم فيصل علوي وعصام خليدي. له ديوان شعر بعنوان «على الحلوه والمرة».